# Brian Banks - La partita della vita
Brian Banks - La partita della vita (Brian Banks) è un film del 2018 diretto da Tom Shadyac.
La pellicola, di genere biografico, è incentrata sulla vera storia del giocatore di football americano Brian Banks, falsamente accusato di stupro da una vecchia conoscente e condannato a cinque anni di carcere.

## Trama
Brian Banks, ex giocatore di football di 27 anni che vive con la madre Leomia a Long Beach, sta scontando la libertà vigilata e registrato come sex offender a causa di un incidente avvenuto 11 anni prima quando lui e Kennisha, sua vecchia compagna di classe, fuggirono di soppiatto fuori dalla scuola per baciarsi. Quando ha sentito gli insegnanti avvicinarsi, è fuggito per evitare di essere scoperto, causando nella ragazza un senso di rancore e disprezzo che la spingerà ad accusarlo falsamente di violenze sessuali.
Su consiglio del suo avvocato, Banks non si è opposto all'accusa di stupro ed è stato condannato a sei anni di prigione. Il suo sogno dell'infanzia di diventare un giocatore della NFL viene ulteriormente allontanato quando nuove leggi gli impongono di indossare sempre un braccialetto elettronico alla caviglia e di stare a più di 600 metri di distanza da scuole e luoghi di ritrovo pubblici, impedendogli di giocare a football. Tali misure non faranno che metterlo in seria difficoltà nel trovare un impiego legittimo a causa della sua fedina penale.
Dopo aver fatto ricorso all'associazione no-profit "Innocence Project" nella speranza di riabilitare il suo nome, gli consigliano di scrivere una richiesta di habeas corpus al sistema legale della California per convincerli a reintegrarlo. Quando questo fallisce, il fondatore di Innocence Project Justin Brooks spiega che il sistema giudiziario richiede nuove prove che indichino in modo incontrovertibile la sua innocenza prima che ascoltino le sue suppliche; questo esclude la prova del DNA, che è stata presa durante il processo originale ma mai utilizzata in sua difesa. Gli avvocati di Innocence Project intervistano perciò diversi ex compagni di classe di Banks, ma la loro parola non è abbastanza forte da mettere in dubbio la condanna di Banks, che riceve inaspettatamente una richiesta di amicizia su Facebook da Kennisha, il che lo porta a escogitare un piano con molti dei suoi amici per indurla a confessare su nastro che l'accusa di stupro era fraudolenta.
Sembra che questo abbia successo e Banks porta il nastro all'Innocence Project. Tuttavia, poiché Kennisha non sapeva di essere registrata, la prova è inammissibile in tribunale. Brooks invia il nastro ai media, provocando proteste pubbliche per l'ingiustizia della situazione di Banks. L'ufficiale per la libertà vigilata di Banks lo chiama e lo avverte che il suo contatto con Kennisha è una violazione della libertà vigilata, ma gli concede tempo fino alla scadenza di quest'ultima prima di denunciarne la violazione e rimetterlo in prigione.
Brooks si avvicina al procuratore distrettuale Mateo e lo convince ad organizzare un nuovo processo per Banks. Quest'ultimo si presenta in tribunale, mentre Kennisha si rifiuta di testimoniare, affermando che Banks le ha offerto $ 20.000 per dire in videoregistrazione che lui non l'ha violentata. Mateo e Brooks la affrontano e alla fine la convincono a dire a verbale che la sua affermazione secondo cui Banks l'ha corrotta era una bugia; questo mette abbastanza dubbi sulla colpevolezza di Banks da convincere il giudice a ribaltare finalmente la sua condanna.
Banks taglia il braccialetto alla caviglia e si dirige in un parco locale, dove si gode una partita di football giocata da alcuni bambini del posto. La narrazione finale rivela che Pete Carroll, un ex allenatore della University of Southern California che gli aveva offerto una borsa di studio alla USC durante i suoi giorni di liceo, lo ha invitato a provare per i Seattle Seahawks; non riuscendo a entrare nella squadra a causa del lungo periodo di inattività sportiva imposto dalla detenzione e successivamente dal dispositivo elettronico di sorveglianza, Banks si allenò duramente nel corso dell'anno successivo fino a riuscire ad essere ingaggiato dagli Atlanta Falcons.

## Produzione
Il film è stato girato prevalentemente a Memphis, nel Tennessee.

## Distribuzione
Il film è stato presentato in anteprima al Los Angeles Film Festival il 22 settembre 2018 e distribuito nella sale cinematografiche statunitensi il 9 agosto 2019, mentre in Italia è stato distribuito direttamente per il mercato video on demand il 1º aprile 2021.

## Accoglienza

### Incassi
A fronte di un budget complessivo di 10 milioni di dollari, il film ha incassato 2.156.272 dollari negli Stati Uniti e in Canada nel weekend di apertura, mentre a livello globale ha guadagnato in tutto 4.376.819 dollari.

### Critica
Il film ha ricevuto generalmente critiche positive. Il sito di recensioni Rotten Tomatoes gli affida un punteggio del 63% di giudizi positivi basato su 73 recensioni professionali. Il responso generale del film recita: "Sebbene rimanga un dramma ragionevolmente stimolante, Brian Banks potrebbe aver presentato una versione più complessa o pienamente realizzata della storia della vita reale che drammatizza". Su Metacritic il film riporta un punteggio di 58 su 100 alla base di 17 recensioni professionali.